# Regnvær
 (juillet 2025).
Regnvær est un groupe de musique norvégien originaire de Bodø et fondé en 2015.
Outre la musique pop, le groupe a également des influences de R&B moderne, de rock alternatif et de musique électronique,.

## Membres
- Kristian Steffensen : chanteur
- Ruben Skorstad : chanteur
- Øyvind Mentzoni Skjervold : guitariste
- Jonas Lind : batteur
- Joachim Schmidt : bassiste[4]